# Lavérune
Lavérune (okzitanisch La Veiruna) ist eine französische Gemeinde mit 3298 Einwohnern (Stand 1. Januar 2022) im Département Hérault in der Region Okzitanien; sie gehört zum Arrondissement Montpellier und zum Kanton Lattes.
Nachbargemeinden von Lavérune sind Saint-Jean-de-Védas im Osten, Saussan im Südwesten, Pignan im Westen, Saint-Georges-d’Orques im Nordwesten und Juvignac im Nordosten.

## Bevölkerungsentwicklung
| Jahr      | 1962 | 1968 | 1975 | 1982 | 1990 | 1999 | 2008 | 2017 |
| Einwohner | 664  | 954  | 1254 | 1752 | 2090 | 2603 | 2715 | 3237 |

## Sehenswürdigkeiten
- Schloss Lavérune oder Schloss der Bischöfe von Montpellier
- Pfarrkirche (14. und 18. Jahrhundert)
- Kapitelsaal (14. Jahrhundert)
- Schloss L’Engarran

## Persönlichkeiten
- Béranger Frédol der Ältere (um 1250–1323), Bischof und Kardinal